# Präsidentschaftswahl in den Vereinigten Staaten 1948
Die 41. Wahl des Präsidenten der Vereinigten Staaten fand am 2. November 1948 statt. Der amtierende demokratische Präsident Harry S. Truman, der im April 1945 nach dem Tod Franklin D. Roosevelts die Präsidentschaft übernommen hatte, gewann die Wahl. Die Republikaner mit ihrem Kandidaten Thomas E. Dewey konnten trotz Streitigkeiten in der Demokratischen Partei nicht überzeugen. Einige Südstaaten wählten 1948 eine dritte Partei: die Dixiecrats, eine Abspaltung der Demokraten, die jedoch landesweit keine Chancen hatte: Die Dixiecrats siegten in vier Bundesstaaten und erhielten eine Stimme aus Tennessee. Der Ausgang dieser Wahl gilt bis heute als eine der größten Überraschungen in der Geschichte der amerikanischen Präsidentschaftswahlen, da sämtliche Umfragen eine Niederlage Trumans vorhersahen.

## Kandidaten
Beide großen Parteien versuchten, den sehr beliebten Weltkriegsgeneral Dwight D. Eisenhower als Kandidaten für sich zu gewinnen, doch dieser war an einem politischen Amt, anders als 1952, nicht interessiert. Auch eine Offerte Trumans für die Vizepräsidentschaftskandidatur lehnte er ab.

### Demokraten
Demokratische Kandidaten:

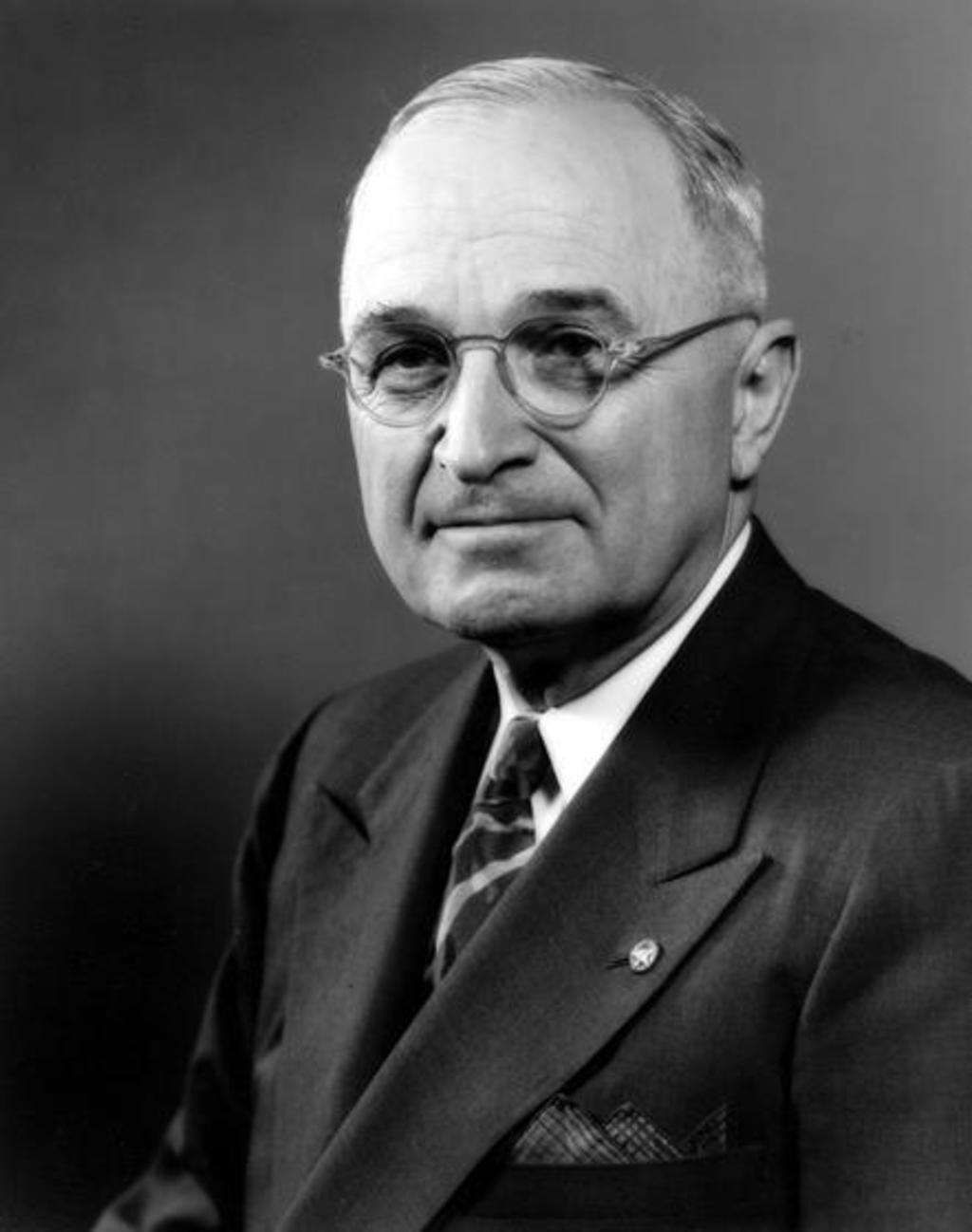
Präsident Harry S. Truman aus Missouri
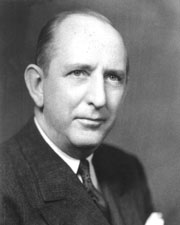
Senator Richard B. Russell aus Georgia

Die Demokratische Partei ging mit Amtsinhaber Harry S. Truman, der im April 1945 nach dem Tod von Franklin D. Roosevelt Präsident geworden war, ins Rennen. Sein Running Mate wurde Alben W. Barkley, Senator aus Kentucky. Mit dem segregationistischen Senator Richard B. Russell gab es zwar einen parteiinternen Gegenkandidaten zum Präsidenten, doch Truman schlug Russell auf dem Nominierungsparteitag im Juli 1948 mit 947 gegen 266 Delegiertenstimmen.

### Republikaner
Republikanische Kandidaten:

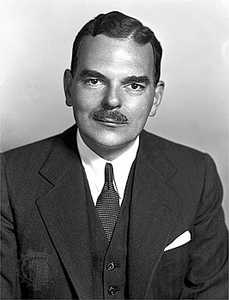
Gouverneur von New York Thomas E. Dewey
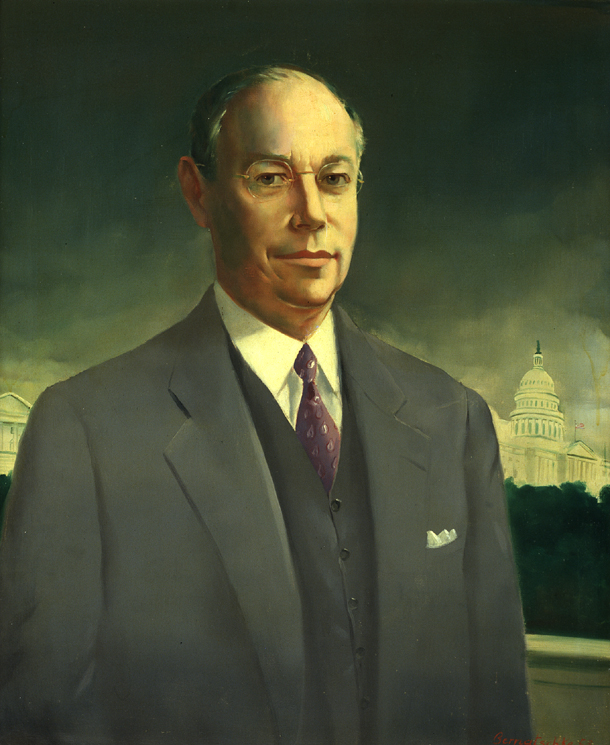
Senator Robert A. Taft aus Ohio
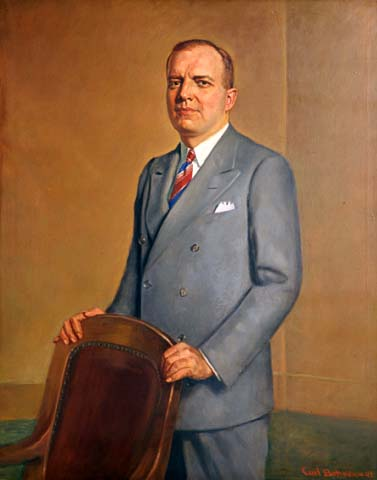
Ehemaliger Gouverneur Harold Stassen von Minnesota
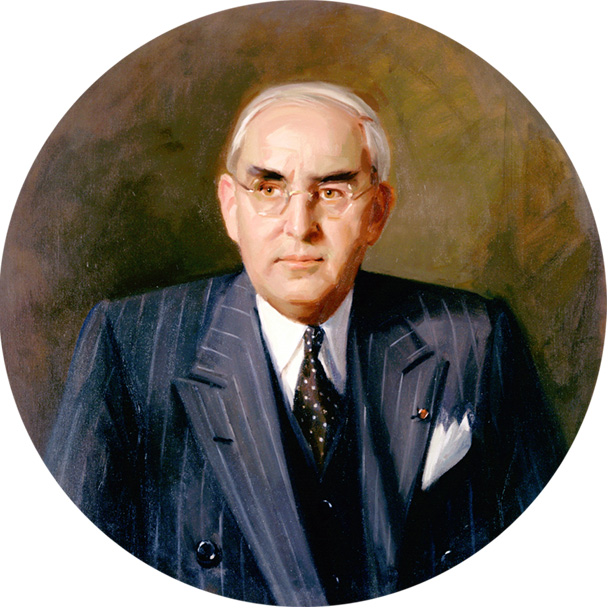
Senatspräsident pro tempore Arthur H. Vandenberg aus Michigan
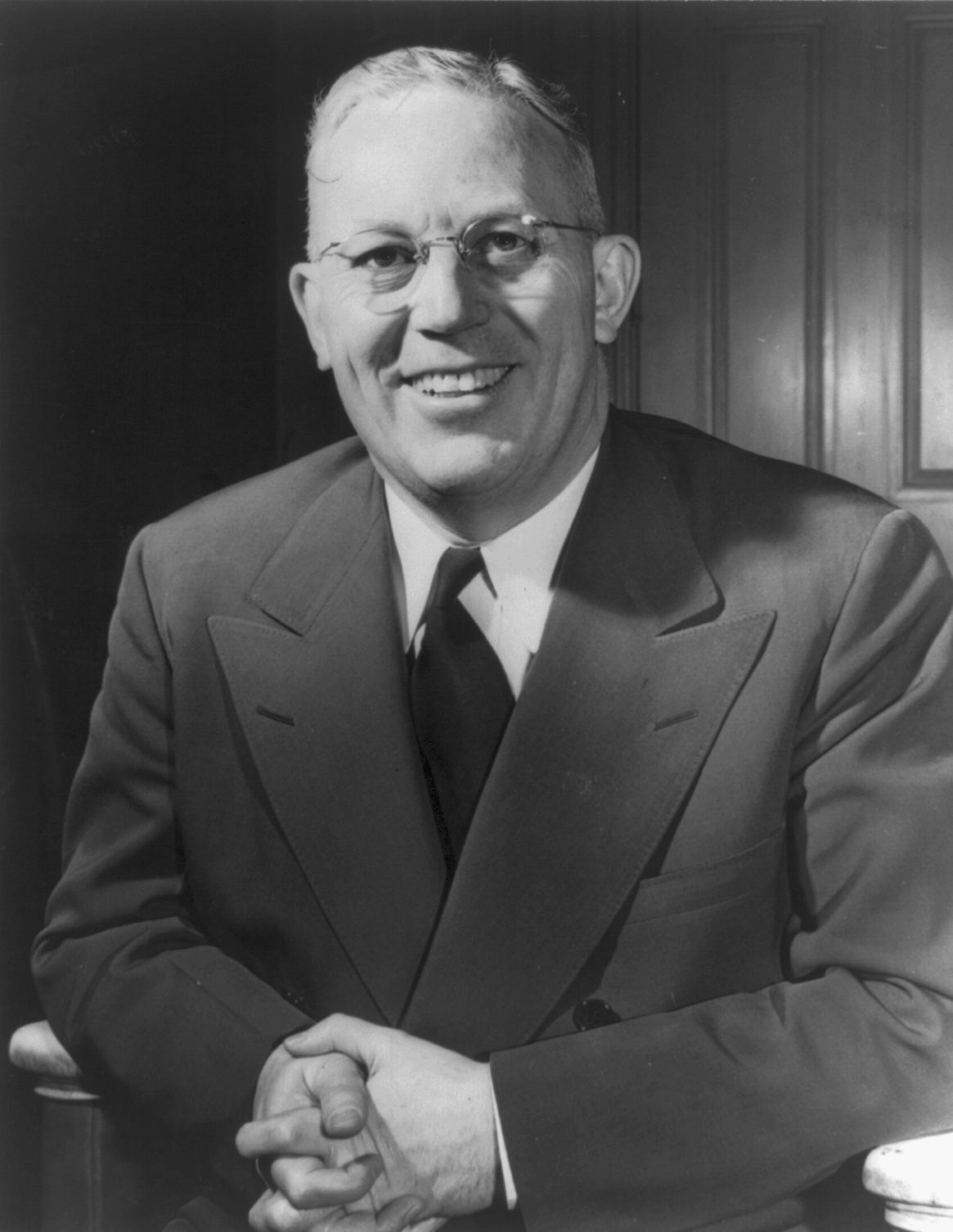
Gouverneur von Kalifornien Earl Warren
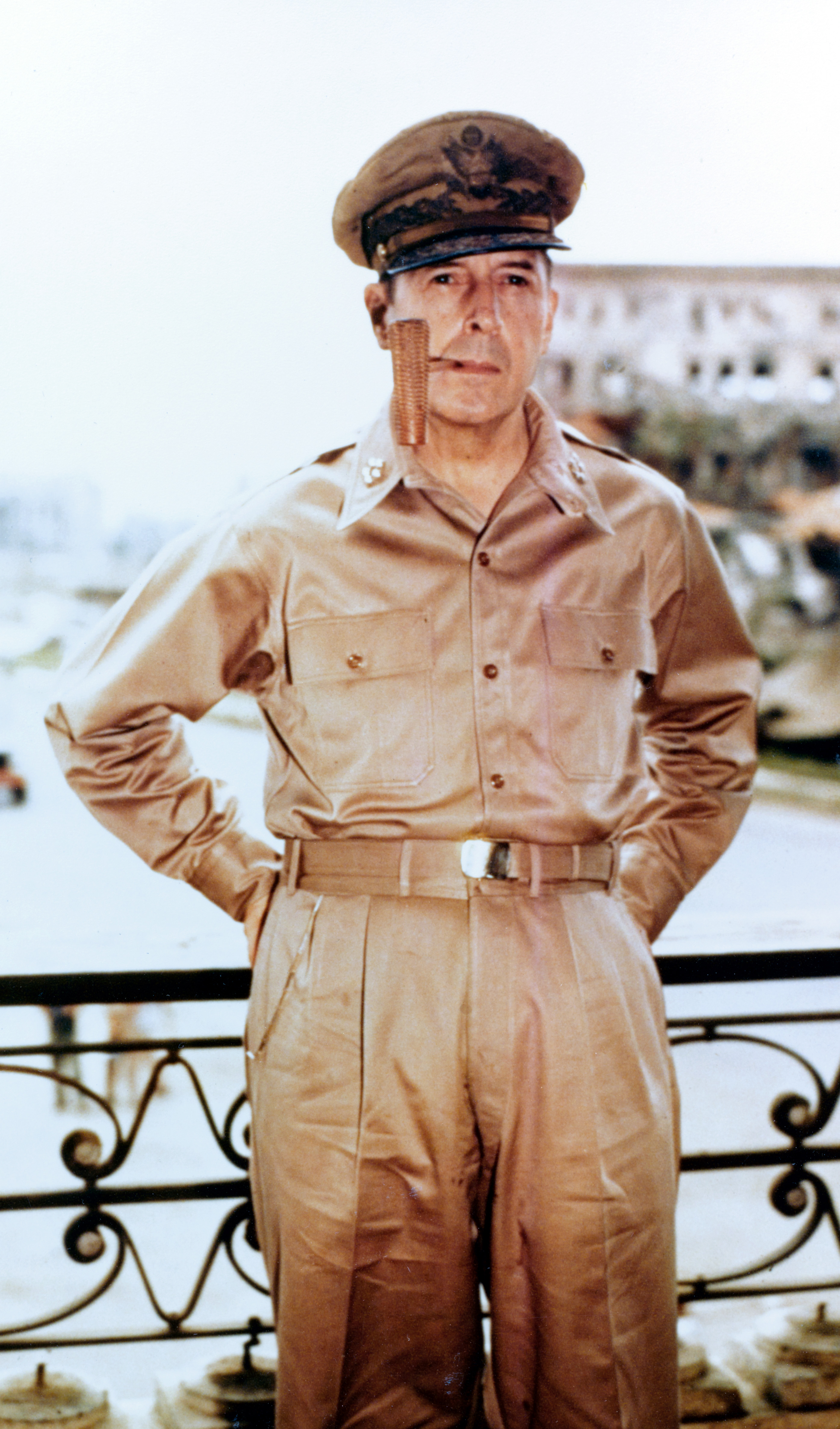
General Douglas MacArthur aus New York
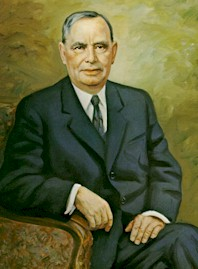
Abgeordneter Joseph William Martin aus Massachusetts

Die Republikaner rechneten sich aufgrund ihres Sieges bei den Kongresswahlen 1946 gute Chancen aus, das Präsidentenamt nach vier Niederlagen in Folge wieder zurückzugewinnen. Entsprechend hart umkämpft war daher die Nominierung. Die Vorwahlen brachten nur insofern eine Vorentscheidung, als General Douglas MacArthur nach einem schwachen Ergebnis in Wisconsin vorzeitig aufgeben musste. Gouverneur Thomas E. Dewey aus New York, der Sieger von Wisconsin und republikanischer Kandidat 1944, hatte in der Folge zweimal gegen Harold Stassen, den überraschend starken Exgouverneur von Minnesota, verloren, ehe dessen Siegeszug in Ohio vom dortigen Senator Robert A. Taft gestoppt wurde. Da Stassen auch in Oregon gegen Dewey verlor, begann die Convention in Philadelphia ohne klaren Favoriten, weshalb sich auch der kalifornische Gouverneur Earl Warren sowie Senator Arthur H. Vandenberg aus Michigan noch Chancen als Kompromisskandidaten ausrechneten. Letztlich setzte sich Dewey durch, da ihm gegen den vermeintlich unpopulären Truman die besten Erfolgsaussichten eingeräumt wurden. Als Vizepräsidentschaftskandidat stellte man Earl Warren auf.

### Dixiecrats

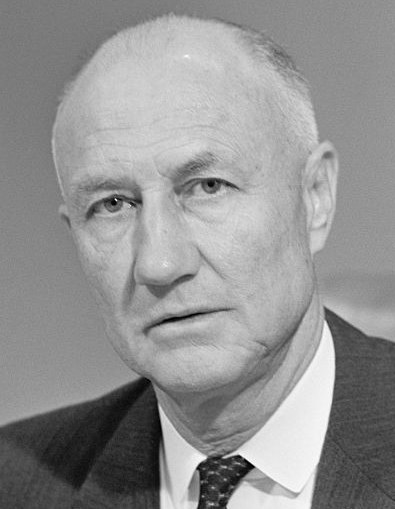
Gouverneur von South Carolina Strom Thurmond

Die Dixiecrats waren eine neu gegründete Partei, welche aus Südstaaten-Demokraten bestand, die mit Trumans Politik (insbesondere der Verpflichtung, für die allmähliche Aufhebung der Rassentrennung in den Südstaaten einzutreten) nicht einverstanden waren. Als Kandidaten nominierten sie Strom Thurmond mit Fielding L. Wright als Vize.

### Progressive Party

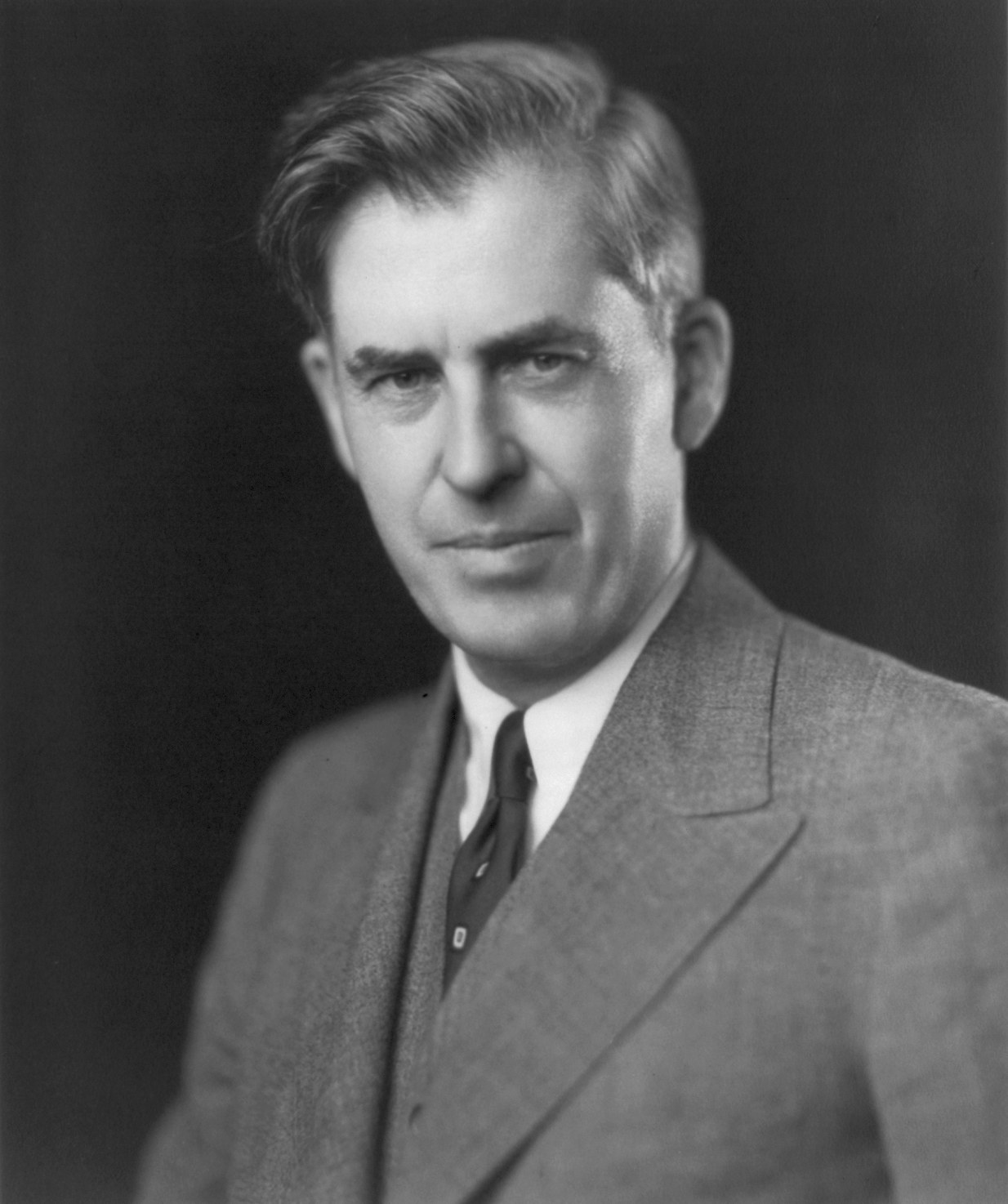
Ex-Vizepräsident Henry A. Wallace

Die Progressive Partei, eine ebenfalls neu gegründete Partei, die sich für weitergehende soziale Reformen im Sinne des New Deal, z. B. eine allgemeine Krankenversicherung, einsetzte und vor allem von Arbeitern sowie der schwarzen Bevölkerung gewählt wurde, stellte den ehemaligen demokratischen Vizepräsidenten Henry A. Wallace auf. Glen H. Taylor war sein Vizepräsidentschaftskandidat.

## Wahlkampf
Der Wahlkampf im Herbst war vor allem von den für einen amtierenden Präsidenten ungewöhnlich scharfen Angriffen Trumans auf seine politischen Gegner geprägt, insbesondere auf den republikanisch dominierten Kongress, der während einer Sondersession im Sommer eine Reihe von Trumans Gesetzesinitiativen zurückgewiesen hatte und von ihm daher als „Nichtstuer (do nothing)“-Kongress bzw. als „der Schlechteste in meiner Erinnerung“ bezeichnet wurde.
Im Gegensatz dazu wurde Dewey bei seinen Wahlkampfauftritten, abgesehen von Kritik am New Deal, selten konkret, sondern beschränkte sich zumeist auf allgemein gehaltene Aussagen und Versprechungen, die von Teilen der Presse als nichtssagend, mitunter sogar als banal („Die Zukunft liegt vor uns“) bezeichnet wurden.
Dennoch gingen fast alle Kommentatoren von einem klaren Sieg Deweys aus, vor allem da die beiden neuen Parteien der Dixiecrats und der Progressive Party Abspaltungen der Demokraten waren und in erster Linie diesen zu schaden schienen. Auch signalisierten sämtliche Meinungsumfragen einen deutlichen Vorsprung Deweys von bis zu 10 Prozentpunkten landesweit. Hingegen wurde Reporterberichten von ständig wachsendem Zulauf bei Trumans Wahlkampfauftritten, wo ihn das Publikum mit Zurufen wie „Harry give them hell“ („Harry, mach ihnen die Hölle heiß“) lautstark aufforderte, seine Angriffe noch zu verstärken, wenig Beachtung geschenkt. Auch dass sich Truman bis zuletzt – als praktisch einziger – von seinem Sieg überzeugt zeigte, tat man allgemein als Zweckoptimismus ab.

## Der Wahltag
Selbst als am Wahlabend die ersten Auszählungsergebnisse viel knapper als erwartet ausfielen, waren sich die meisten Radiokommentatoren (das Fernsehen spielte noch eine untergeordnete Rolle) in ihrer Einschätzung einig, dass „am Ende“ Dewey klar die Oberhand behalten würde. Die Chicago Daily Tribune ging bereits mit der bekannt gewordenen Schlagzeile “Dewey Defeats Truman” („Dewey besiegt Truman“) in Druck. Dessen Vorsprung wurde jedoch immer geringer, je mehr Ergebnisse aus den großen Städten bekannt wurden. Als schließlich die Resultate aus dem Westen der USA eintrafen, war klar, dass Truman völlig überraschend einen eindeutigen Sieg errungen hatte. Zudem hatten die Demokraten auch die gleichzeitig stattfindenden Kongresswahlen für sich entschieden, die sie noch bei den Zwischenwahlen 1946 verloren hatten.

## Analyse
Eine genauere Analyse des Wahlergebnisses zeigte, dass die Dixiecrats zwar tatsächlich einige ursprünglich demokratische Bundesstaaten im Süden für sich entscheiden konnten, dort waren jedoch nur verhältnismäßig wenige Wahlmänner zu vergeben, sodass dieser Verlust für die Demokraten nicht allzu sehr ins Gewicht fiel. Wichtiger war, dass die Progressive Party in den Großstädten viel schlechter abschnitt als erwartet und die Demokraten daher einige bevölkerungsreiche Bundesstaaten im Nordosten, im Mittleren Westen sowie Kalifornien halten konnten. Als entscheidend erwies sich jedoch das Wahlverhalten in den Agrarstaaten des Mittleren Westens, die völlig überraschend fast geschlossen den Demokraten zufielen. Offensichtlich war die Furcht der Farmer und der Landbevölkerung vor einer Revision des New Deal, der ihre Lebenssituation deutlich verbessert hatte, viel größer gewesen als vorhergesehen, weshalb Trumans aggressive Wahlkampfrhetorik gerade hier auf besonders fruchtbaren Boden gefallen war.

## Reaktionen
Das Wahlergebnis wurde allgemein als Sensation betrachtet und löste eine Reihe von Reaktionen aus. So sahen sich beispielsweise die Meinungsforscher schärfster Kritik ausgesetzt, da sie nun schon zum zweiten Mal innerhalb von 12 Jahren völlig falsche Prognosen bezüglich einer Präsidentschaftswahl erstellt hatten. 1936 war allgemein ein knappes Ergebnis vorhergesagt worden, Roosevelts Erdrutschsieg kam völlig überraschend. Einige Institute versuchten, sich damit zu rechtfertigen, dass sie angesichts des vermeintlich klaren Vorsprungs Deweys ihre Umfragen aus Kostengründen schon Wochen vor dem Wahlgang eingestellt hätten und daher den Stimmungsumschwung zugunsten Trumans in der Endphase des Wahlkampfes nicht mehr registrieren hätten können. Viele Zeitungen übten zum Teil heftige Selbstkritik und gelobten, sich in Zukunft wieder mehr auf die Wahrnehmungen ihrer Reporter vor Ort als auf Meinungen aus zweiter Hand zu verlassen.
Insgesamt gilt das Ergebnis 1948 bis heute als größte Überraschung in der Geschichte amerikanischer Präsidentschaftswahlen und als bleibende Mahnung an politische Akteure, Meinungsforscher und Journalisten eine Wahlauseinandersetzung vorzeitig als entschieden zu betrachten.

## Ergebnis
| Kandidat         | Partei | Partei       | Stimmen    | Stimmen  | Wahlmänner |
| Kandidat         | Partei | Partei       | Anzahl     | Prozent  | Wahlmänner |
| ---------------- | ------ | ------------ | ---------- | -------- | ---------- |
| Harry S. Truman  |        | Demokrat     | 24.179.347 | 49,6 %   | 303        |
| Thomas E. Dewey  |        | Republikaner | 21.991.292 | 45,1 %   | 189        |
| Strom Thurmond   |        | Dixiecrats   | 1.175.930  | 2,4 %    | 39         |
| Henry A. Wallace |        | Progressiver | 1.157.328  | 2,4 %    | —          |
| Gesamt           | Gesamt | Gesamt       | 48.503.897 | 99,5 % 1 | 531        |

266 Stimmen waren für die Wahl zum Präsidenten notwendig. Ein Wahlmann aus Tennessee war unfaithful elector und stimmte gegen seine Parteilinie für Strom Thurmond – ohne weitere Wirkung auf das Wahlergebnis.

## Filme
Harry Truman vs. Thomas Dewey. USA 2016, 41-minütiger Dokumentarfilm (CNN) von Kim Flitcroft für die Serie Race for the White House.